# Four by the Beatles
EPs américain des Beatles
Souvenir of Their Visit to America
(1964) 4 by the Beatles
(1965)
EPs britannique des Beatles
All My Loving
(1964) Long Tall Sally
(1964)
Four by the Beatles est le deuxième E.P. des Beatles publié aux États-unis mais le premier de deux par Capitol Records. 

## Historique
Le disque comprend quatre chansons qui avaient été publiées en single au Canada et importées aux États-Unis. Il a atteint la 92e position sur le US Billboard Hot 100 singles chart. La photo de la pochette est de Dezider Hoffmann.

## La liste des chansons
| 1. | Roll Over Beethoven | Berry            | With The Beatles - 1963 | 2:44 |
| 2. | All My Loving       | Lennon/McCartney | With the Beatles - 1963 | 2:04 |

| 1. | This Boy           | Lennon/McCartney | 45 tours - ƒB - 1963    | 2:11 |
| 2. | Please Mr. Postman | Holland,         | With the Beatles - 1963 | 2:35 |